# Anua tettensis
Anua tettensis är en fjärilsart som beskrevs av Carl Heinrich Hopffer 1857. Anua tettensis ingår i släktet Anua och familjen nattflyn. Inga underarter finns listade i Catalogue of Life.